# Список млекопитающих Канарских островов
Это список видов млекопитающих, зарегистрированных на Канарских островах, Испания. Поскольку было доказано, что осорская землеройка (Crocidura osorio) на самом деле является популяцией интродуцированной европейской обыкновенной белозубки (C. russula), канарская белозубка (C. canariensis), как полагают, является единственным выжившим местным наземным млекопитающим архипелага. Все остальные виды, присутствующие в настоящее время, были добровольно или случайно интродуцированы людьми.
Следующие теги используются для выделения статуса сохранения каждого вида по оценке МСОП:
- — вымершие в дикой природе виды
- — исчезнувшие в дикой природе, представители которых сохранились только в неволе
- — виды на грани исчезновения (в критическом состоянии)
- — виды под угрозой исчезновения
- — уязвимые виды
- — виды, близкие к уязвимому положению
- — виды под наименьшей угрозой
- — виды, для оценки угрозы которым не хватает данных

## Подкласс:Звери

### Инфракласс:Плацентарные

#### Отряд:Грызуны
- Подотряд: Белкообразные
  - Семейство: Беличьи
    - Подсемейство: Xerinae
      - Род: Atlantoxerus

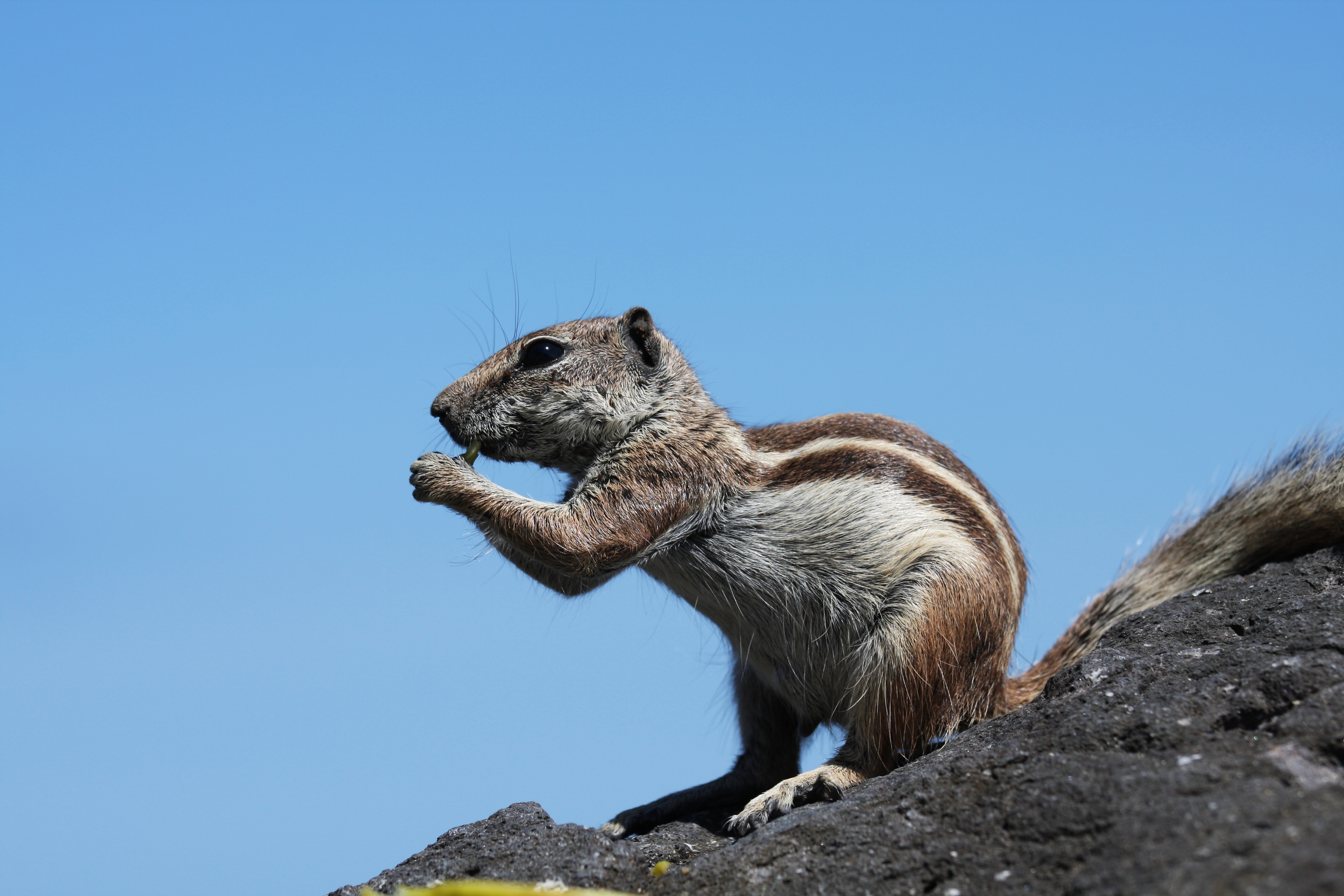
Магрибская белка

        - Магрибская белка, Atlantoxerus getulus интродуцирована
- Подотряд: Supramyomorpha
  - Семейство: Мышиные
    - Подсемейство: Мышиные
      - Род: Домовые мыши
        - Домовая мышь, Mus musculus  интродуцирована

      - Род: Крысы
        - Чёрная крыса, Rattus rattus  интродуцирована

#### Отряд:Насекомоядные
- Подотряд: Erinaceota
  - Семейство: Ежовые
    - Подсемейство: Настоящие ежи
      - Род: Африканские ежи

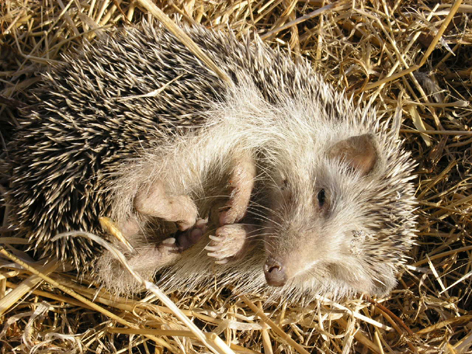
Алжирский ёж

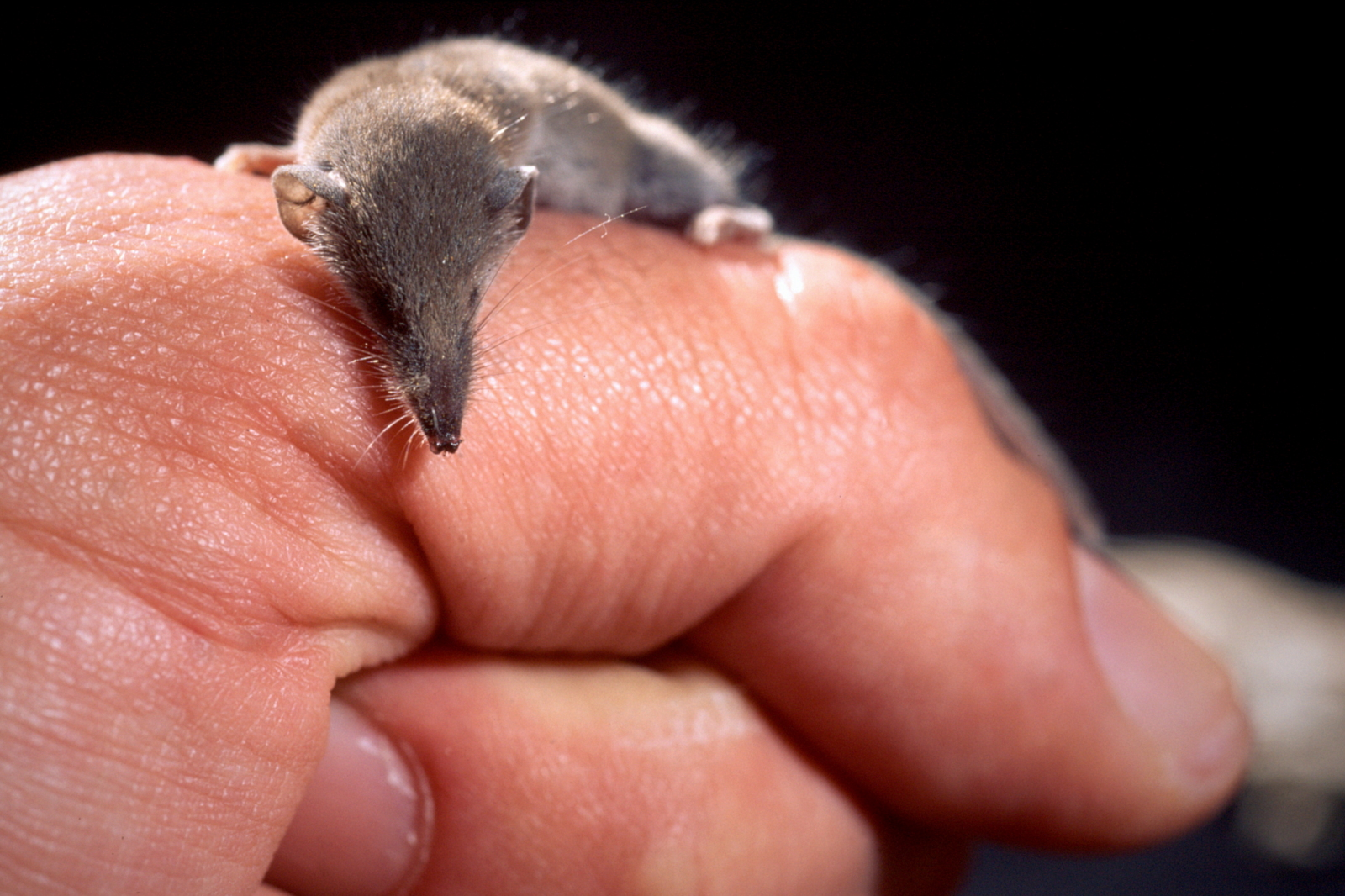
Карликовая многозубка

        - Алжирский ёж, Atelerix algirus 

  - Семейство: Землеройковые
    - Подсемейство: Белозубочьи
      - Род: Белозубки
        - Канарская белозубка, Crocidura canariensis 
        - Обыкновенная белозубка, Crocidura russula интродуцирована

      - Род: Многозубки
        - Карликовая многозубка, Suncus etruscus интродуцирована

#### Отряд:Рукокрылые

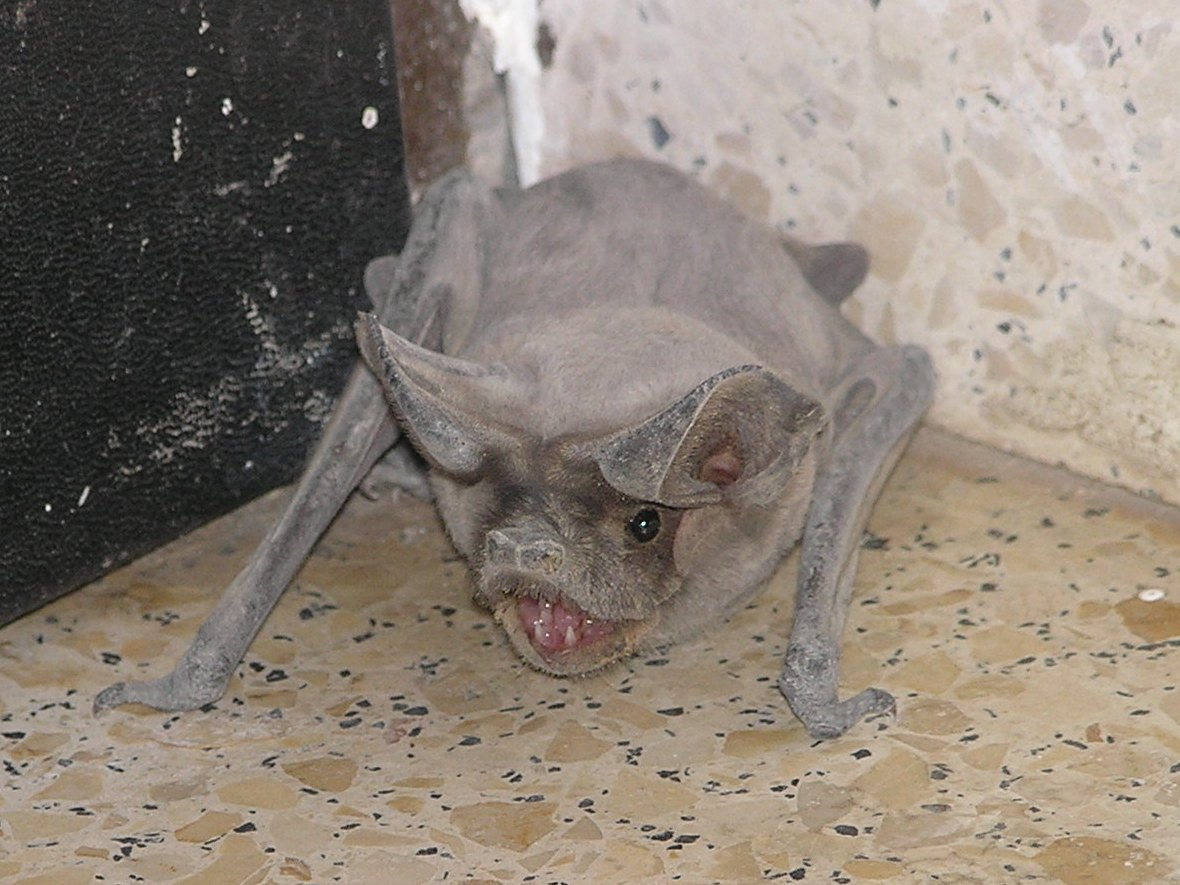
Широкоухий складчатогуб

- Семейство: Бульдоговые летучие мыши
  - Подсемейство: Molossinae
    - Род: Складчатогубы
      - Широкоухий складчатогуб, Tadarida teniotis
- Семейство: Гладконосые летучие мыши
  - Подсемейство: Vespertilioninae
    - Род: Широкоушки
      - Европейская широкоушка, Barbastella barbastellus 

    - Род: Кожановидные нетопыри
      - Кожановидный нетопырь, Hypsugo savii 

    - Род: Вечерницы
      - Малая вечерница, Nyctalus leisleri 

    - Род: Нетопыри
      - Средиземноморский нетопырь, Pipistrellus kuhlii 
      - Pipistrellus maderensis 

    - Род: Ушаны
      - Канарский ушан, Plecotus teneriffae

#### Отряд:Китопарнокопытные
- Подотряд: Жвачные
  - Семейство: Полорогие
    - Подсемейство: Козлиные
      - Род: Ammotragus

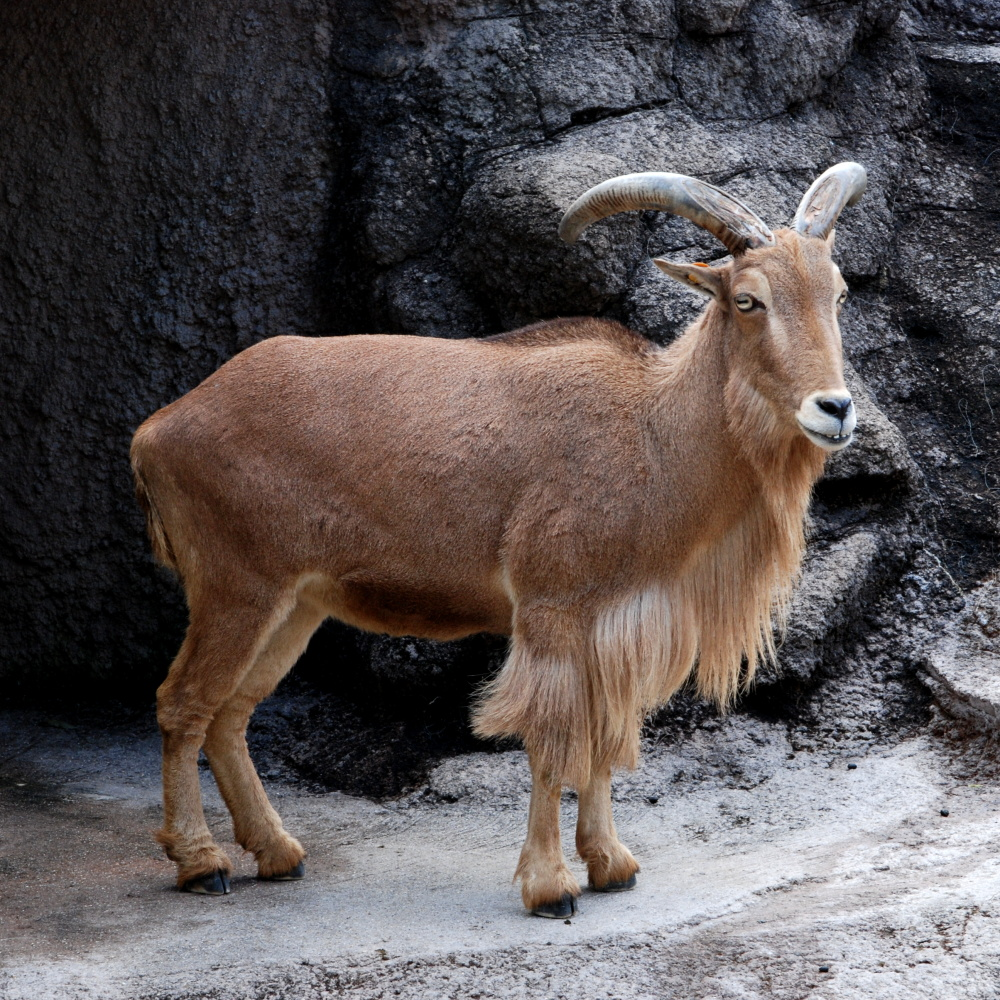
Гривистый баран

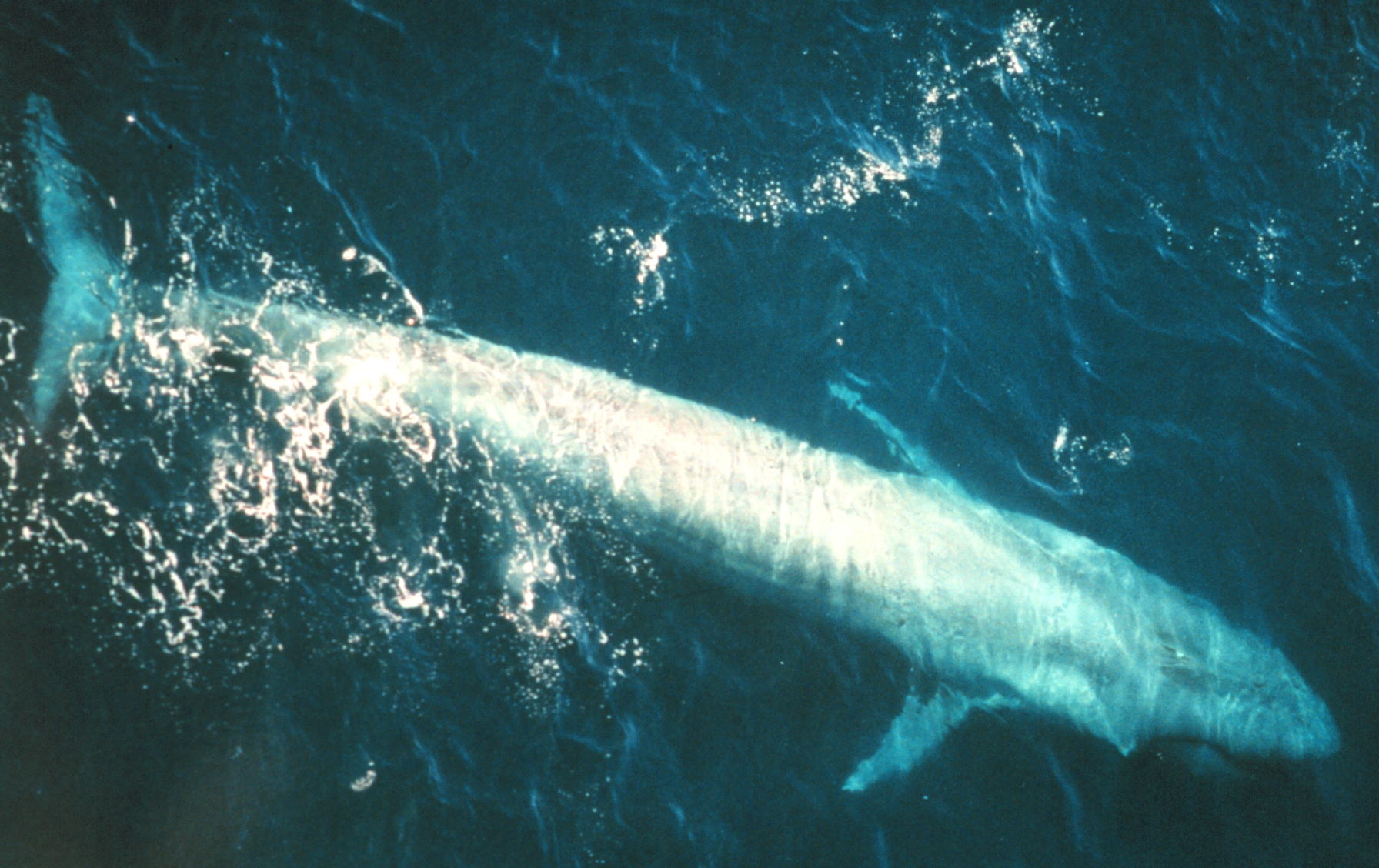
Синий кит

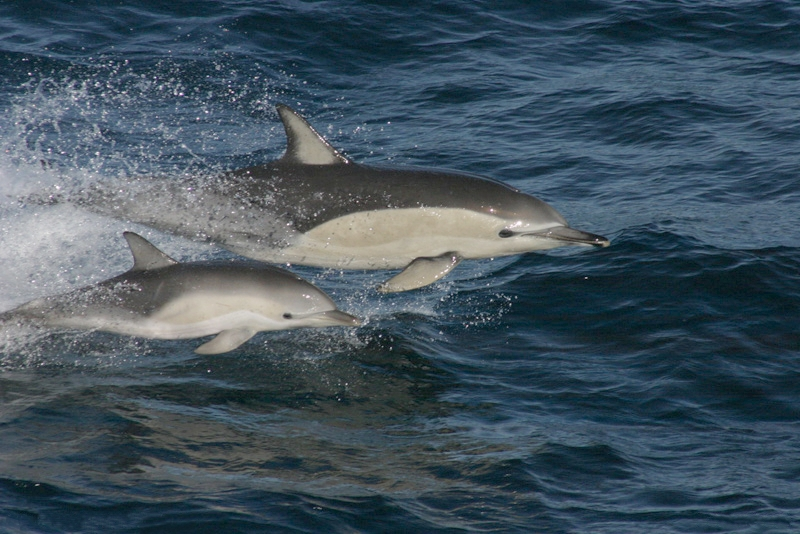
Дельфин-белобочка и детёныш

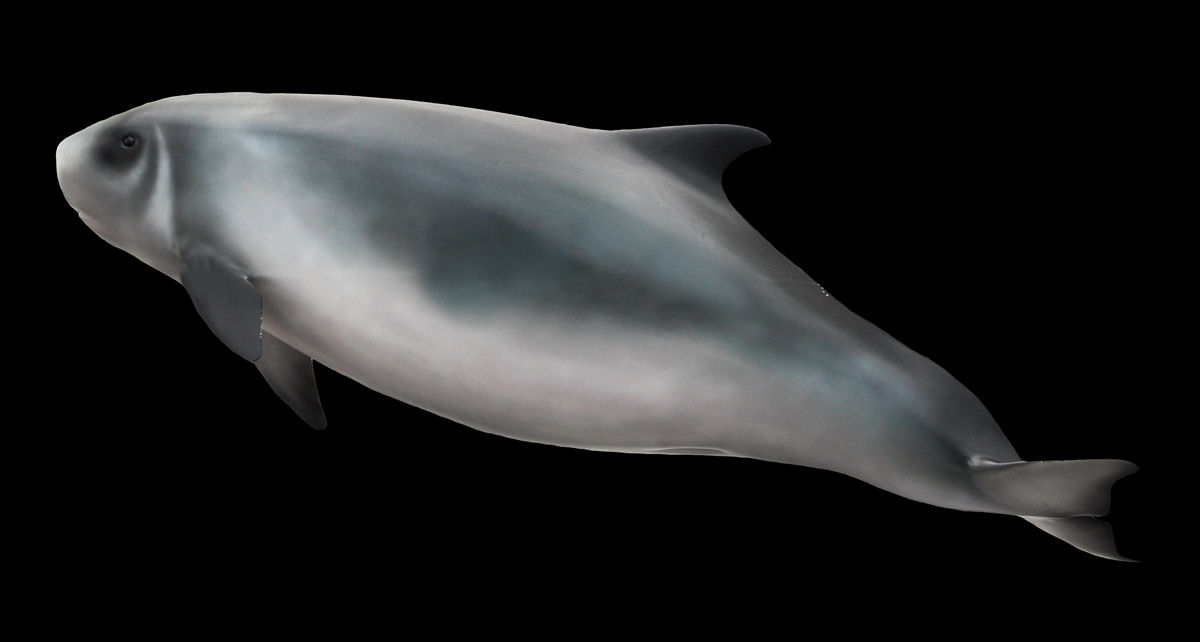
Малый карликовый кашалот

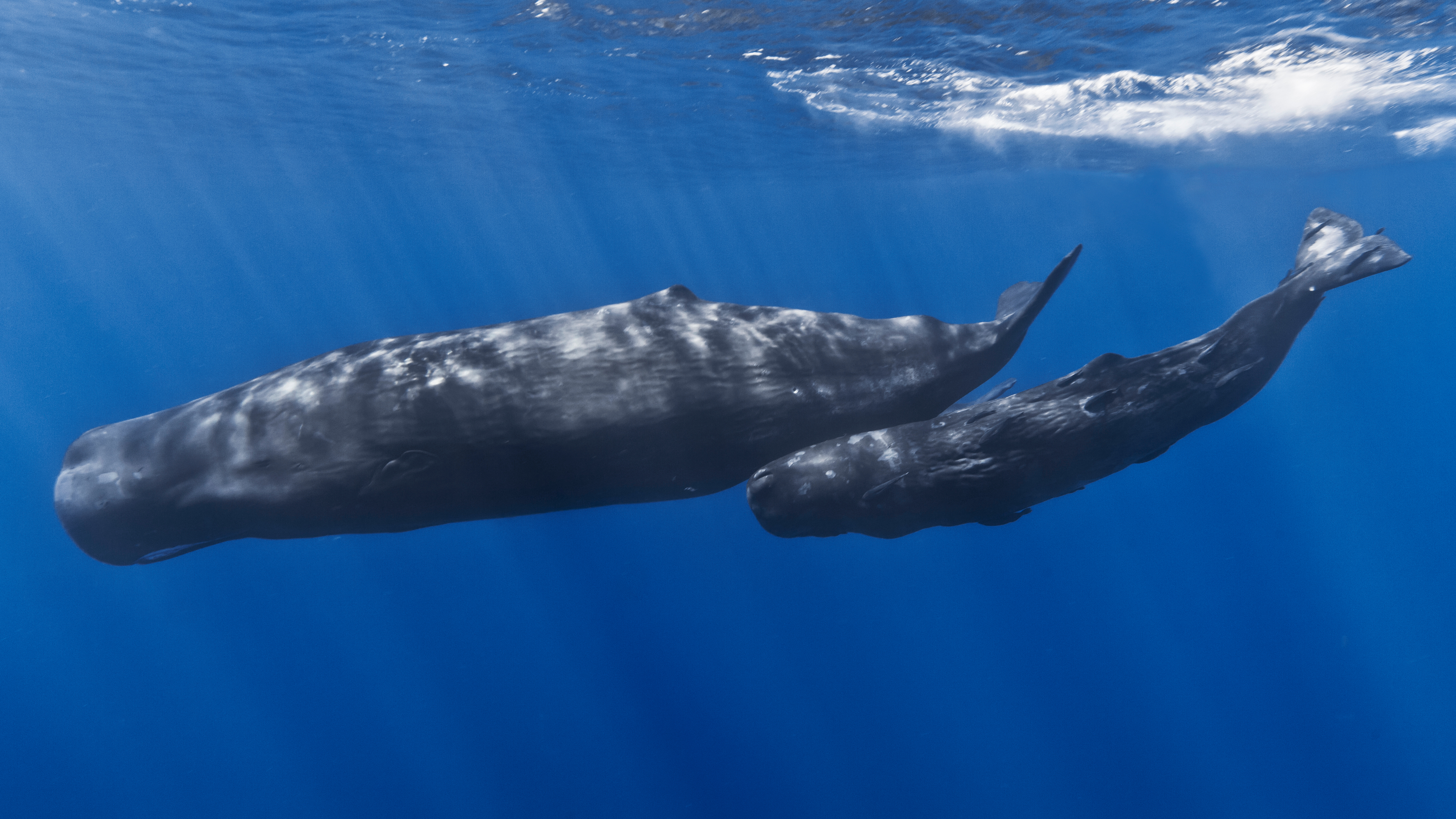
Кашалот и детёныш

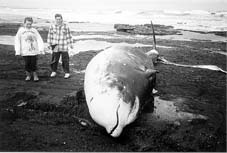
Выброшенный на берег клюворыл

        - Гривистый баран, Ammotragus lervia интродуцирован
- Подотряд: Whippomorpha / Cetancodonta
  - Инфраотряд: Китообразные
    - Парвотряд: Усатые киты
      - Семейство: Полосатиковые
        - Род: Полосатики (или роды Pterobalaena и Rorqualus[4])
          - Северный малый полосатик, Balaenoptera acutorostrata или Pterobalaena acutorostrata 
          - Синий кит, Balaenoptera musculus или Rorqualus musculus 

        - Род: Горбатые киты
          - Горбатый кит, Megaptera novaeangliae 

      - Семейство: Гладкие киты
        - Род: Южные киты
          - Северный гладкий кит, Eubalaena glacialis CR

    - Парвотряд: Зубатые киты
      - Семейство: Дельфиновые
        - Род: Дельфины-белобочки
          - Дельфин-белобочка, Delphinus delphis 

        - Род: Гринды
          - Короткоплавниковая гринда, Globicephala macrorhynchus 
          - Обыкновенная гринда, Globicephala melas 

        - Род: Серые дельфины
          - Серый дельфин, Grampus griseus 

        - Род: Малайзийские дельфины
          - Малайзийский дельфин, Lagenodelphis hosei 

        - Род: Orcinus
          - Косатка, Orcinus orca 

        - Род: Малые косатки
          - Малая косатка, Pseudorca crassidens 

        - Род: Продельфины
          - Полосатый продельфин, Stenella coeruleoalba 
          - Большелобый продельфин, Stenella frontalis 

        - Род: Крупнозубые дельфины
          - Крупнозубый дельфин, Steno bredanensis 

        - Род: Афалины
          - Афалина, Tursiops truncatus 

      - Семейство: Карликовые кашалоты
        - Род: Карликовые кашалоты
          - Карликовый кашалот, Kogia breviceps 
          - Малый карликовый кашалот, Kogia sima 

      - Семейство: Кашалотовые
        - Род: Кашалоты
          - Кашалот, Physeter macrocephalus 

      - Семейство: Клюворыловые
        - Род: Бутылконосы
          - Высоколобый бутылконос, Hyperoodon ampullatus 

        - Род: Ремнезубы
          - Тупорылый ремнезуб, Mesoplodon densirostris 
          - Антильский ремнезуб, Mesoplodon europaeus 
          - Ремнезуб Тру, Mesoplodon mirus 

        - Род: Клюворылы
          - Клюворыл, Ziphius cavirostris

#### Отряд:Хищные
- Подотряд: Собакообразные
  - Семейство: Настоящие тюлени
    - Род: Тюлени-монахи

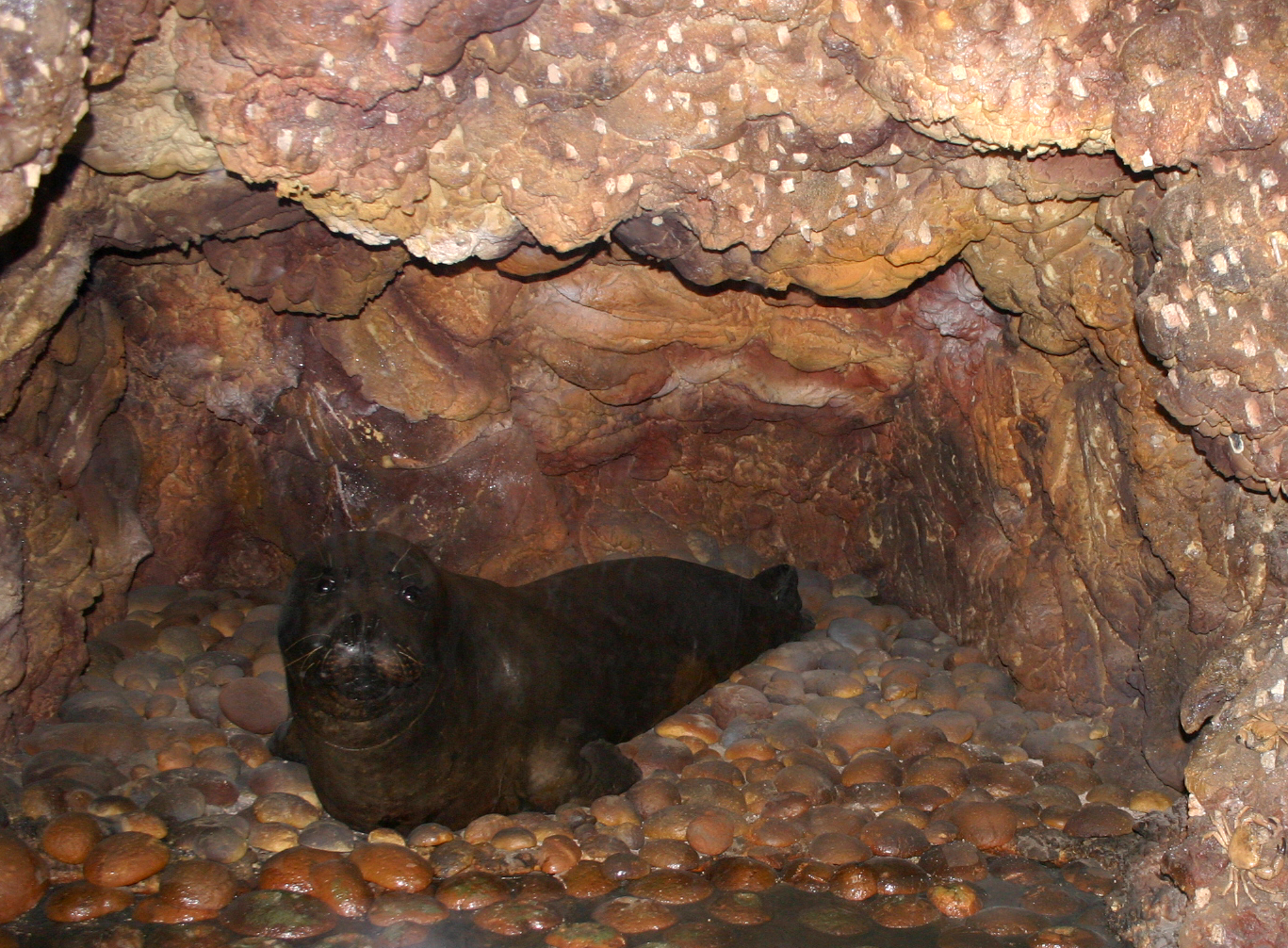
Репродукция молодого белобрюхого тюленя

      - Белобрюхий тюлень, Monachus monachus